# フィン物語群
フィン物語群またはフィニアンサイクル（[ˈfiːniən]; アイルランド語: an Fhiannaíocht）とは、それを語った吟遊詩人オイシンの名からオシアニック・サイクルとも呼ばれ、神話上の英雄であるフィン・マク・クウィル（フィン・マックール）と彼の率いるフィアナ騎士団の功績を主題とする散文と韻文の集合である。
神話物語群、アルスター物語群、歴史物語群と共にアイルランド神話の4つのサイクルを構成する。時系列順に並べると、フィン物語群は3番目であり、アルスター物語群と歴史物語群の間に来る。このサイクルは、フィアナ騎士団の他の構成員、カイルテ・マク・ローナーン、ディアルミド・ウア・ドゥヴネ、オシーンの息子オスカル、フィンの敵ゴル・マク・モルナの物語も含む。

## 概説
フィンを主人公に据えた物語や詩は遅くとも8世紀には書き始められていたが、これらはフィリ達のレパートリーとされる事はなく、主に大衆の間で語り継がれて行った。およそ11世紀から、この物語群の時代背景は上王コルマク・マク・アルトとその息子カルブレ・リフェハルの治世下である3世紀前後であると位置付けられ始める。12世紀にはノルマン人のアイルランド侵攻が起きるが、これはアイルランドの文学史上においても一大事件であった。「[フィン物語は]ノルマン人がもたらした新しい文化の産物である」と表現されるほどに、アイルランドの文学は侵略者達の影響を色濃く受けた。こうした流れの中で12世紀末に書かれたとされる作者不明の傑作『古老たちの語らい』により、フィンは当時クーフーリン以上の人気を博す事となる。

## 作品の一覧
作品群に属する中世の詩・散文文学については、クノ・マイアーに拠る総覧と年代分けがある。

### アイルランド語作品
- 『クヌハの戦いの理由』（Fotha Catha Cnucha）
- 『フィンの少年時代の行い』（Macgnímartha Finn）[5]
- 『フィントラーグの戦い』（Cath Finntrágha）
- 『ディアルミドとグラーニャの追跡』
- 『ガウラの戦い』（Cath Gabhra）
- 『古老たちの語らい』（Acallam na Senórach）
- 『フィン詩歌集（ドゥアナレ・フィン）』[6]

### スコットランド＝ゲール語作品
有名な書写本として『リスモール首席司祭の書』がある。

## 主な話の流れ
コルマク・マク・アルト王は、国の護りのため、王国の氏族を連合させ、フィアナ騎士団を設立した。騎士団ではクウィル率いるバスクナ氏族、ゴル率いるモルナ氏族、宝物を管理するリアス・ルアフラが権勢を振るっていた。ノックの戦いの後、クールはモーン氏族に殺され、バスクナ氏族の宝物袋は盗まれた。クウィルの妻、マーナは逃げた先で息子デムナを産んだ。デムナは戦士リアス・ルアフラ（前述の宝物の管理者とは同名の別人）とドルイド僧のボドマルという、二人の女性によって育てられた。マーナはケリー王と結婚した。

### フィンの成長
デムナは彼の美しい金髪から、フィンと呼ばれるようになった。フィンは成年に達するや、ゴールへの復讐を誓った。彼はリアス・ルアクラを殺して宝物袋を奪い返し、ノックの戦いを生き残った者たちにそれを与えた。ドルイド僧フィガネスに師事していたとき、フィンは偶然から知恵の鮭を食べ、王から課された3つの難題を見事解決して伯爵に任じられた。叙任の後、フィンはバスクナ氏族の首領となった。

### フィンとアイレン
サムハイン（ハロウィーンの起源）になるといつも、アイレン・マック・ミグナ、または炎の息のアイレンとも呼ばれるゴブリンが、王都タラを脅かした。アイレンは、全ての戦士を無力にすることのできるハープを奏でた。フィンは持ち主へ音楽への耐性を与える魔法の槍を使ってこのゴブリンを倒した。褒美として、フィンはゴールの代わりにフィアナ騎士団の首領に任命され、ゴールはフィンに忠誠を誓わなければならなかった。

### フィンとサドブ
フィンは子鹿を狩っていた。しかし、彼が子鹿を捕らえたとき、彼の二匹の猟犬はフィンが子鹿を殺すのを許さなかった。その夜、子鹿は美しい女性、サドブに変化した。サドブはドルイド僧、フェル・ドイリチの魔法により子鹿に姿を変えさせられていた。この魔法は、フィンの本拠地アレンとデュンに入ることで解かれた。サドブはフィンの本拠地にいるかぎり、魔法から護られた。二人は結婚した。しばらくして、フィンは侵略者を撃退するために本拠地を出たが、サドブはデュンに留まった。フェル・ドイリチはフィンになりすましてサドブを誘惑してデュンから連れ出し、サドブはすぐさま子鹿に戻ってしまった。フィンは彼女を探し続けたが、ついに見つけることができなかった。その代わり、フィンはでオイシンという少年を見つけた。オイシンは子鹿に育てられたという。オシーンは吟遊詩人として有名になった。

### ガウラの戦い
オイシンの誕生からガウラの戦いまでの期間は非常に複雑である。突然、コルマク王が亡くなり、彼の息子カルブレ・リフェハルはフィアナ騎士団が要求する王国の護りの見返りとしての負担金を払うことを望まず、騎士団を壊滅させることを目論んだ。ケアバーは不満を抱える首領たちを率いて軍勢を起こし、フィアナ騎士団の奉仕者たちを殺すことで戦いを仕掛けた。戦いにおいて、ゴルはバスクナ氏族と対立して王の側についた。いくつかの物語は、戦いの中で五人の戦士がフィンを殺したという。別の物語は、彼がブレア浅瀬の戦いでに殺されたという。いずれにせよ、12人の戦士だけが戦いを生き残った。その中にはオイシンとカイルテもいた。

## 後世への影響
時代の流れの中でアイルランドの人々から一度忘れられたケルトの文化は、しかし18世紀の後半から再発見され流行するということを繰り返す。フィンはスコットランドの詩人ジェイムズ・マクファーソンの手によって、スコットランド王『フィンガル』(1762年)として再び人々の前に姿を表す。自作の詩を自らが発見した三・四世紀の古文献の翻訳であると偽って発表したマクファーソンの姿勢は強く批判されたが、その作品はヨーロッパ全土で印刷され大きな影響を与える。マクファーソンの作品に深く感銘を受けたヨハン・ゴットフリート・ヘルダーは『オシアンに関する往復書簡からの抜粋と諸民族の古歌（Auszug aus einem Briefwechsel über Ossian und die Lieder alter Völker）』（1773年）を著し、又ヘルダーと親交があり彼からマクファーソンの作品を薦められたゲーテは、『若きウェルテルの悩み』（1774年）の物語の終盤で主人公ウェルテルにこの詩を翻訳させ、ロッテの前で朗読させている.。

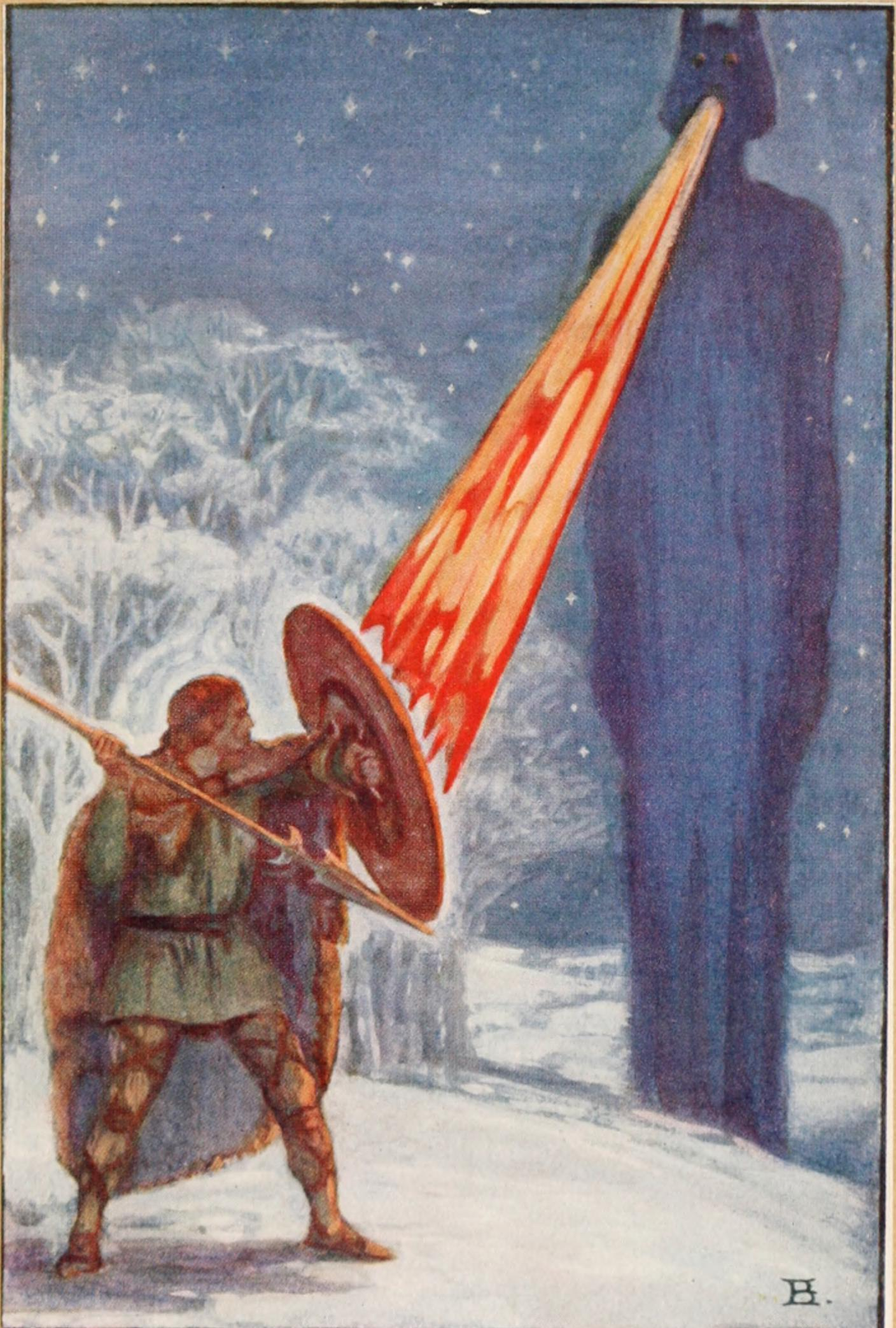
アイレンに立ち向かうフィン（Heroes of the Dawn の挿絵、Beatrice Elvery画）。ここではアイレンは巨人と解釈されている。

近代においてもウィリアム・カールトンの『ノックメニーの伝説』（1845年）、スタンディッシュ・オグレディの『フィンとその仲間たち』（1892年）、Violet Russellの Heroes of the Dawn（1913年）、 ジェイムズ・スティーヴンズの『アイルランド妖精物語』（1920年）、Ella YoungのThe Tangle-Coated Horse（1929年）、ジェイムズ・ジョイスの『フィネガンズ・ウェイク』（1939年）、ブライアン・オノーランの『スウィムトゥバーズにて』（1939年）等でフィンとフィアナ騎士団は度々題材とされた。